# 远大镇
远大镇，是中华人民共和国黑龙江省绥化市兰西县下辖的一个镇。
2014年11月11日，黑龙江省民政厅批复同意撤销远大乡，设立远大镇。

## 行政区划
远大镇下辖以下地区：
新发村、西岗村、丰收村、建设村、民主村、曙光村、奋斗村、胜利村和双太村。